# 理工学研究科
理工学研究科（りこうがくけんきゅうか、英称：The Graduate School of Science and Engineering）は、日本の大学院研究科のうち、理学と工学に関する高度な教育・研究を行う機構の1つである。

## 概要
主に、理学部もしくは工学部の上位に連続した形で設置され、博士前期課程（修士課程）および博士後期課程（博士課程）あるいはそれに相当する課程で構成される。研究科の構成は、理学系と工学系のどちらを基礎に置くかによって研究科ごと、あるいは講座、専攻、教室等によって異なってくる。学位は、主に修士課程は修士（理学）または修士（工学）を、博士課程は博士（理学）または博士（工学）を修めることができるが、場合によってはそれに相当する専攻名称等に応じた学位を修める。

## 理工学研究科を置く大学
国立
- 弘前大学大学院
- 秋田大学大学院
- 岩手大学大学院
- 山形大学大学院
- 茨城大学大学院
- 埼玉大学大学院
- 富山大学大学院
- 愛媛大学大学院
- 佐賀大学大学院
- 鹿児島大学大学院
- 琉球大学大学院

公立
- 公立千歳科学技術大学大学大学院

私立
- 東海大学大学院
- 石巻専修大学大学院
- 帝京大学大学院
- 創価大学大学院
- 芝浦工業大学大学院
- 東京電機大学大学院
- 上智大学大学院
- 中央大学大学院
- 日本大学大学院
- 明星大学大学院
- 青山学院大学大学院
- 慶應義塾大学大学院
- 明治大学大学院
- 法政大学大学院
- 東洋大学大学院
- 成蹊大学大学院
- 帝京科学大学大学院
- 静岡理工科大学大学院
- 名城大学大学院
- 南山大学大学院
- 立命館大学大学院
- 龍谷大学大学院
- 同志社大学大学院
- 関西大学大学院
- 関西学院大学大学院
- 摂南大学大学院
- 岡山理科大学大学院

省庁大学校
- 防衛大学校大学院

## 理工学研究科と類似する研究科名称
- 福島大学大学院 共生システム理工学研究科
- 千葉大学大学院 融合理工学府
- 東京大学大学院 情報理工学系研究科
- 東京科学大学大学院 環境・社会理工学院
- 東京科学大学大学院 情報理工学院
- 電気通信大学大学院 情報理工学研究科
- 横浜国立大学大学院 理工学府
- 信州大学大学院 総合理工学研究科
- 広島大学大学院 先進理工系科学研究科
- 島根大学大学院 総合理工学研究科
- 会津大学大学院 コンピュータ理工学研究科
- 東京理科大学大学院 創域理工学研究科
- 早稲田大学大学院 理工学術院 基幹理工学研究科
- 早稲田大学大学院 理工学術院 創造理工学研究科
- 早稲田大学大学院 理工学術院 先進理工学研究科
- 東海大学大学院 総合理工学研究科
- 立命館大学大学院 情報理工学研究科
- 近畿大学大学院 総合理工学研究科